# Тамаш Шандор
Тамаш Шандор (мађ. Sándor Tamás; Дебрецин, 20. јун 1974) бивши је професионални фудбалер који играо на позицији везног играча за мађарски прволигашки клуб Дебрецин, затим италијански клуб Торино, турски Генчлербирлиги израелски  Беитар Јерусалим и  био је  мађарски фудбалски репрезентативац. Учествовао је на олимијским играма 1996. године, представљајући Мађарску у фудбалу. Четвороструки је шампион Мађарске, једнократни освајач Купа Мађарске и троструки победник Суперкупа Мађарске. Четири пута је освојио титулу мађарског фудбалера године и два пута добио Зилахи награду. Актуелни менаџер мађарског трећелигаша Дебрецин ЕАЦ. Као фудбалер последњи пут је играо за Баранд КСЕ, а раније за Дебрецени ВСЦ.

## Каријера
Тамаш Шандор је започео своју каријеру у свом родном граду, у тиму Дебрецени ВСЦ 1991. године и играо је за тим до 1997. када је прешао у италијански Торино калчо где није успео да се наметне. Био је фудбалер године 1996. године у Мађарској. За Мађарску репрезентацију је играо 11 утакмица. Он је троструки шампион са Дебрецином као капитен и најбољи стрелац тима свих времена. Представљао је репрезентацију Мађарске на Летњим олимпијским играма 1996. у Атланти, где Мађарска није успела да напредује из групне фазе.
Тамаш је провео четири године у једном од највећих израелских клубова, Беитар Јерусалиму, навијачи су га волели и до данас га памте као сјајног фудбалера. Године 2009. повукао се из професионалног фудбала и потписао за аматерски тим Хајду-Бихар дивизије 1, Баранд КСЕ.

## Достигнућа

### Клуб
Дебрецин
- НБ I шампион: 2004/05, 2005/06, 2006/07
  - другопласирани: 2007/08
- Куп Мађарске шампион: 2007/08
  - финалиста: 2002/03, 2006/07
- Суперкуп Мађарске у фудбалу: 2005, 2006, 2007.
- Лига куп Мађарске у фудбалу финалиста: 2007/08.

Беитар Јерусалиму Ф.К.
- Куп мира: 2000/01.

Индивидуално
- Играч године у Мађарској: 1997, 2004, 2005, 2006.
- Зилахи награда: 2004, 2006.